# 顧問 (隆慶進士)
顧問（1534年—1624年），字汝備，號相山，湖廣武昌府咸寧縣人，軍籍，明朝政治人物。

## 生平
隆慶四年（1570年）庚午科湖廣鄉試第二十名舉人，五年（1571年）中式辛未科會試第二百五十五名，三甲第一百二十五名進士。刑部觀政，授三原縣知縣，丁憂。服闋，萬曆五年（1577年）起為任丘縣知縣，八年（1580年）六月升吏科給事中，十年（1582年）升戶科右給事中，十一年（1583年）正月升刑科左給事中，十二年（1584年）三月升刑科都給事中，十五年（1587年）二月升浙江布政使司右參政，十七年（1589年）四月升廣西按察使，十八年（1590年）調貴州按察使，二十年（1592年）致仕歸里。

## 家族
曾祖顧翱；祖父顧萬章；父顧春陽，母朱氏。具慶下。弟顧言。